# Елмира
Елмира је женско име које се користи у многим језицима, арапског је порекла и има значење: пресветла кнегиња, племенита, принцеза. У европске језике је ушло преко шпанског језика.

## Имендани
- 9. март.
- 28. мај.
- 25. август.

## Варијације имена у језицима
-
-